# 스피리추얼 베거스
스피리추얼 베거스(Spiritual Beggars)는 스웨덴의 스토너 메탈 밴드이다.